# 송학초등학교 (광주)
송학초등학교는 대한민국 광주광역시 서구 세하동에 있는 공립 초등학교이다. 학교 이름은 용두동에 위치한 송학산(松鶴山)에서 따온 것으로, 광산구 송학동(松鶴洞)과는 무관하다.

## 학교 연혁
- 1927년 10월 4일 송학공립보통학교(4년제 2학급) 개교설립인가 3월 4일
- 1932년 4월 1일 6년제 3학급 편성
- 1938년 4월 1일 송학공립심상소학교로 개칭[1]
- 1941년 4월 1일 송학공립국민학교로 개칭[2]
- 1949년 12월 31일 송학국민학교로 명칭 변경[3]
- 1957년 12월 5일 광주송학국민학교로 개칭(광주시 편입)
- 1963년 1월 1일 송학국민학교로 개칭(광산군 환원)
- 1981년 3월 1일 병설유치원 개원(2학급)
- 1988년 1월 1일 광주직할시로 편입
- 1996년 3월 1일 송학초등학교로 교명 개칭[4]
- 2017년 3월 1일 제45대 오경심 교장 부임
- 2020년 1월 3일 제91회 졸업(총 졸업생수 6,858명)
- 2020년 3월 1일 7학급 편성(특수학급 1 포함)
- 2021년 1월 14일 제92회 졸업(총 졸업생수 6,872명)
- 2021년 3월 1일 8학급 편성(특수학급 1 포함), 유치원 1학급
- 2021년 3월 1일 제46대 김미자 교장 부임

## 학교 상징
- 교화 - 철쭉 : 충절, 인내
- 교목 - 소나무 : 지조, 끈기
- 교색 - 녹색 : 협동, 봉사

## 참고 자료
- 송학초등학교 - 한국교육학술정보원 학교알리미

## 통학 구역
- 서구 서창동 서창1통~4통, 용두6통~8통, 세하9통~10통, 벽진12통, 벽진15통(학두), 매월23통